# La diabla (canción de Xavi)
«La diabla» es una canción del cantante mexicoestadounidense Xavi, quien la escribió junto a Álex Hernández y Fabio Capri, con su producción a cargo de Ernesto Fernández. Fue lanzada como sencillo el 30 de noviembre de 2023, a través de Interscope.
La canción se convirtió de inmediato en el segundo gran éxito del joven cantante, seguido de su sencillo La víctima, luego de su viralidad en TikTok que lo llevó a su debut en el Billboard Hot 100 en la posición 76 y luego alcanzó el puesto 22. También alcanzó la posición número 3 en el Billboard Global 200. y había encabezado las listas Hot Latin Songs y Mexico Songs de Estados Unidos.
También se convirtió en la primera canción de un artista mexicano en solitario en encabezar la lista global semanal de Spotify y la cuarta canción regional mexicana en encabezar la lista.

## Rendimiento comercial
"La diabla" debutó en el puesto 76 del Billboard Hot 100 en la edición del 30 de diciembre de 2023, ascendiendo al puesto 62 la semana siguiente. En la cuarta semana de la canción en la lista, alcanzaría el puesto 22. La canción también alcanzó el puesto 3 en el Billboard Global 200 y el número dos en el Billboard Global Excl US. En la lista Hot Latin Songs, la canción debutó en el número 30 en la semana que finalizó el 16 de diciembre de 2023, y encabezaría la lista dos semanas después, destronando al sencillo Monaco de Bad Bunny. En la lista Mexico Songs, la canción debutó en el puesto 22, y finalmente encabezó la lista en la semana del 30 de diciembre de 2023. "La diabla" también alcanzaría el top cinco en las listas de varios países.

## Listas
| Listas (2023–2024)                                  | Posición más alta |
| --------------------------------------------------- | ----------------- |
| Bolivia (Billboard)                                 | 5                 |
| Colombia (Billboard)                                | 5                 |
| Ecuador (Billboard)                                 | 3                 |
| Estados Unidos Billboard Hot 100                    | 20                |
| Estados Unidos Hot Latin Songs (Billboard)          | 1                 |
| Estados Unidos Latin Airplay (Billboard)            | 25                |
| Estados Unidos Regional Mexican Airplay (Billboard) | 11                |
| Global 200 (Billboard)                              | 3                 |
| Mexico Songs (Billboard)                            | 1                 |